# گچ فرنگی
گچ فرنگی یا گِل‌سفید سنگ‌آهکی نرم، خالص، ریزدانه، سفید تا خاکستری با منشأ دریایی است.
گچ فرنگی ماده‌ای است سفید، نرم، شکل پوک سنگ‌های آهکی یا ترکیبی از سنگ آهک و کلسیت معدنی که در هر حال شامل کلسیم کربنات می‌باشد.
همچنین به پودر تالک (که در مجسمه‌سازی کاربرد دارد) نیز گاهی گچ فرنگی گفته می‌شود.
کاربرد اصلی گچ فرنگی در نوشتن بر روی تخته سیاه و مشخص کردن محدوده میدان‌ها ورزشی است. البته در مواردی برای این دو منظور از گچ معمولی استفاده می‌شود که کیفیتی پایین‌تر و قیمتی ارزان‌تر دارد.
گچ فرنگی همچنین در مقدار کم به عنوان داروی ضد اسید معده استفاده می‌شده است و از همین رو برخی این دارو را «دوا گچی» می‌نامند.